# 10827 Doikazunori
10827 Doikazunori este un asteroid din centura principală de asteroizi.

## Descriere
10827 Doikazunori este un asteroid din centura principală de asteroizi. A fost descoperit pe 11 octombrie 1993 la Kitami de Kin Endate și Kazuro Watanabe. Asteroidul prezintă o orbită caracterizată de o semiaxă mare de 2,21 ua, o excentricitate de 0,21 și o înclinație de 2,4° în raport cu ecliptica.